# Шахунья (деревня)
Шахунья — деревня в Шахунском районе Нижегородской области. Входит в состав Лужайского сельсовета.